# Герб Сусідовичів
Герб Сусідовичів — офіційний символ села Сусідовичі, Самбірського району Львівської області, затверджений 14 вересня 1999 року рішенням сесії Сусідовицької сільської ради.
Автор — А. Гречило.

## Опис
У зеленому полі золота куля, пробита трьома срібними мечами — двома скошено обабіч згори, а третім — знизу, над ними — золотий сигль «С».

## Зміст
У символі використано видозміну родового герба Гербуртів, які сприяли розвитку Сусідовичів. Сигль «С» вказує на назву поселення.